# チェンユアンロング
チェンユアンロング（学名 Zhenyuanlong）は、前期白亜紀に現在の中国に生息していたドロマエオサウルス科の獣脚類恐竜の属の1つである。現在のところタイプ種Zhenyuanlong suni のものである単一の標本のみが知られている。タイプ標本は尾の半分ほどが失われているものの完全に近い骨格であり、長い尾羽と腕の大きな翼を含む羽毛の印象も残されていた。

## 特徴
チェンユアンロングは中型のドロマエオサウルス科の恐竜である。唯一知られている標本では尾の半分程が失われているものの、近縁なティアンユラプトルの完全な標本との比較から、完全な状態では骨格の全長は165センチメートル程であったと推定される（実際に保存されていた全長は122.6センチメートル）。
腕が非常に短く、基部ドロマエオサウルス科のマハカラやウネンラギア亜科の巨大なアウストロラプトルを除くとドロマエオサウルス科で最短である。比率としては同じ層で発見されたティアンユラプトルと匹敵する。腕が小さいにもかかわらず、翼を形成する羽毛は長く、上腕骨の2倍におよぶ。
翼は非常に幅広く、総表面積は各々の面で約1平方メートルである。大羽は尾にも全長に渡って生えていて、尾の先端付近のみに扇状に生えているミクロラプトルのものとは異なり、アルカエオプテリクスの尾羽に似ている。

## 発見

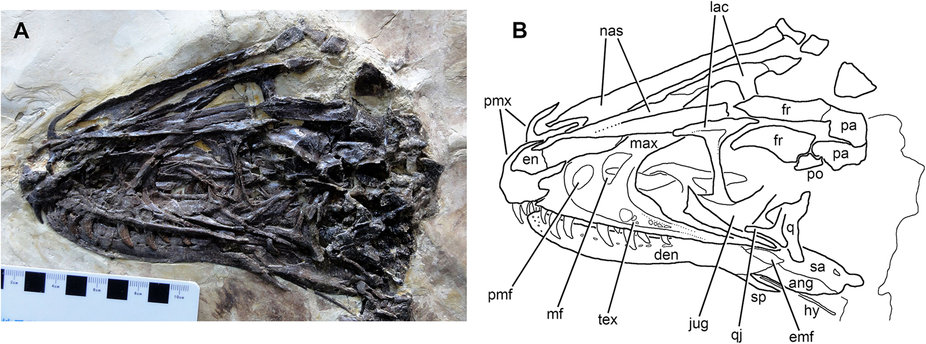
頭骨の詳細

チェンユアンロングの標本は遼寧省建昌県の四合当近郊で地元の農家によって発見された。孫振元（Sun Zhenyuan）が匿名の農家にその標本を錦州古生物博物館へ寄贈させ、そこでZhang Y.-Q.によるさらなる剖出が行われた。
そして2015年に呂君昌とスティーヴン・ブルサッテによりタイプ種 Zhenyuanlong suni として命名、記載された。属名はSun Zhenyuanの名と中国語の「龍」のピンイン"long"で造語されたものであり、種小名はSun Zhenyuanの姓に由来する。中国名は孫氏振元龍である。
ホロタイプ JPM-0008は義県層のアプチアンの地層から発見された。１枚の石版に押し潰され、尾の先端部を除きほぼ完全な関節した骨格である。雌型は残されていない。癒合途中の仙骨の神経弓が見られることから、亜成体の個体のものと考えられる。頭部、頸部、尾の上部、胸と腹にはみごとな羽毛の痕跡が保存されていた。後肢の周りには羽毛の痕跡が見られないが、これは最初の剖出の際に失われた可能性がある。

## 系統関係

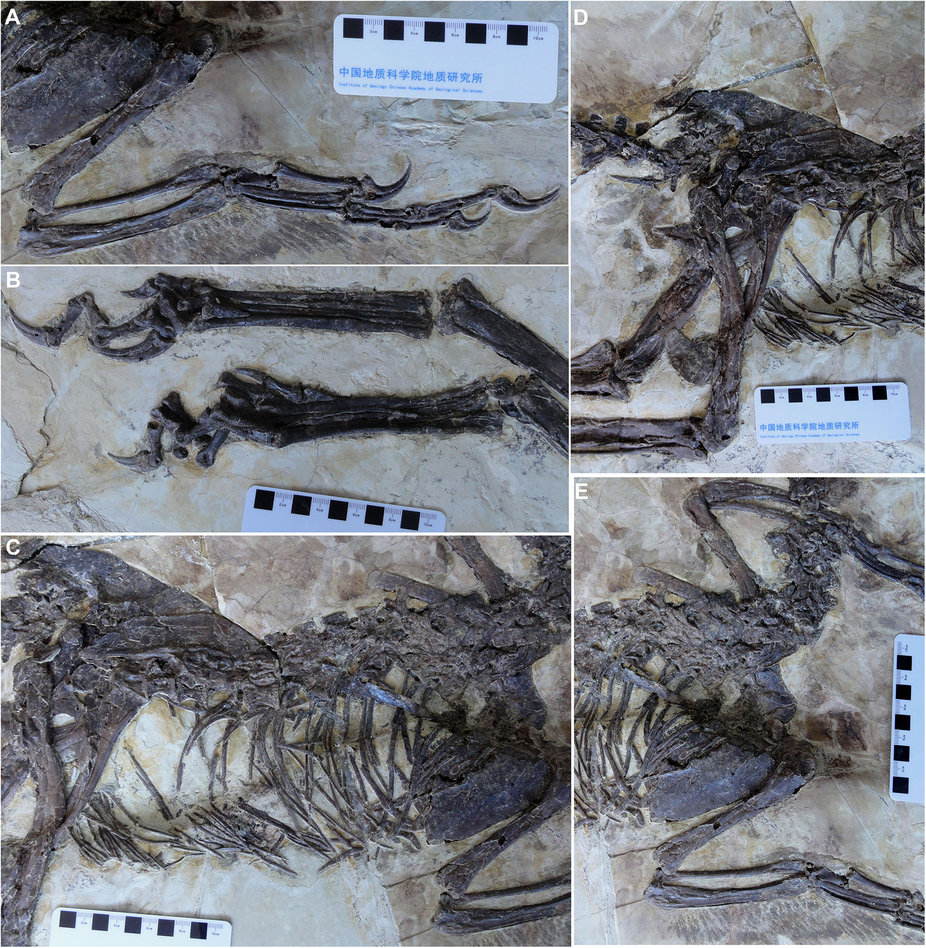
骨格の詳細

チェンユアンロングはドロマエオサウルス科に分類されている。分岐学分岐分析による結果、義県層で発見された他のドロマエオサウルス科の属と系統樹上のほぼ同じ位置に示された。しかしながらこれらの属の正確な類縁関係は未解決である

## 関連
- Timeline of dromaeosaurid research

## 参照
1. 1 2 3 4 5 6  Junchang Lü and Stephen L. Brusatte (2015). “A large, short-armed, winged dromaeosaurid (Dinosauria: Theropoda) from the Early Cretaceous of China and its implications for feather evolution”. Scientific Reports 5:  Article number 11775. doi:10.1038/srep11775.